# ジョン・キャンベル (第2代ブリーダルベイン侯爵)

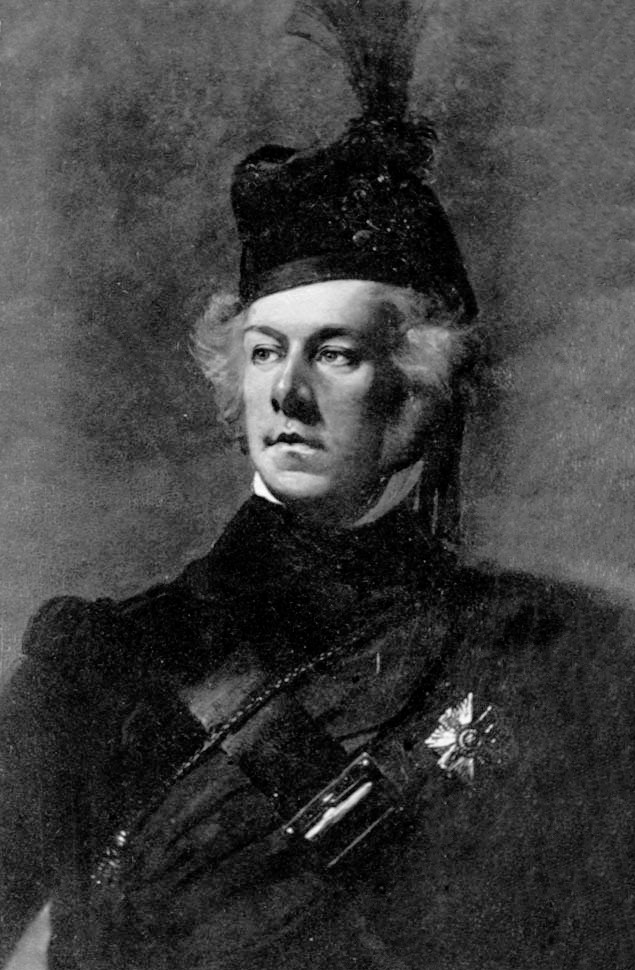
第2代ブリーダルベイン侯爵ジョン・キャンベルの肖像

第2代ブリーダルベイン侯爵ジョン・キャンベル（英: John Campbell, 2nd Marquess of Breadalbane, KT, PC, FRS、1796年10月26日 - 1862年11月8日）は、イギリスの貴族、政治家。
1831年までグレノーチー卿 (Lord Glenorchy) 、1831年から1834年までオーメリー伯爵 (Earl of Ormelie) の儀礼称号で称された。

## 経歴
1796年10月26日、初代ブリーダルベイン侯爵ジョン・キャンベルとその妻メアリー(旧姓ギャビン)の間の長男としてスコットランド・アンガス・ダンディーに生まれる。
イートン校を卒業
1820年から1826年にかけてオークハンプトン選挙区から選出されてホイッグ党所属の庶民院議員を務める。
1824年から1826年にかけてはフリーメイソンのスコットランド・グランドロッジのグランドマスターを務めた。
1832年から1834年にかけてパースシャー選挙区から選出されて再び庶民院議員を務める。
1834年3月に父が死去して爵位を継承。貴族院議員に転じた。同年6月、王立協会フェロー(FRS)に就任。
1848年から1852年と1853年から1858年にかけてホイッグ党政権(もしくはホイッグ党参加政権)の宮内長官を務めた。宮内長官就任に際して枢密顧問官(PC)に列する。
またグラスゴー大学学長やアバディーン大学学長も務めた。
1862年11月8日にスイス・ローザンヌで死去。エリザベス・ベイリーと結婚していたが、子供がなく、弟もなかったのでブリーダルベイン侯爵以下連合王国称号は彼の死とともに廃絶した。一方ブリーダルベイン＝ホランド伯爵位以下スコットランド称号は四従兄弟の孫にあたるジョン・キャンベルに継承された。

## 栄典

### 爵位・準男爵位
- 1834年3月29日、第2代ブリーダルベイン侯爵 (2nd Marquess of Breadalbane, 1831年創設連合王国貴族爵位)
- 1834年3月29日、第5代ブリーダルベイン＝ホランド伯爵 (5th Earl of Breadalbane and Holland, 1681年創設スコットランド貴族爵位)
- 1834年3月29日、第5代テイ＝ペイントランド子爵 (5th Viscount of Tay and Paintland, 1681年創設スコットランド貴族爵位)
- 1834年3月29日、第5代グレノーチー＝ベネデレロッチ＝オーメリー＝ウェイク卿 (5th Lord Glenurchy, Benederaloch, Ormelie and Weick, 1681年創設スコットランド貴族爵位)
- 1834年3月29日、第2代パース州におけるテイマス城のブリーダルベイン男爵 (2nd  Baron Breadalbane, of Taymouth Castle in the County of Perth,, 1806年創設連合王国貴族爵位)
- 1834年3月29日、第9代パース州におけるグレノーチーのキャンベル準男爵 (9th Campbell baronets, of Glenorchy in the County of Perth, 1625年創設ノバスコシア準男爵位)[2]

### 勲章
- 1838年3月21日、シッスル勲章ナイト(KT)[2]